# Semka Sokolović-Bertok
Semka Sokolović-Bertok, cyr. Семка Соколовић-Берток (ur. 22 grudnia 1935 w Sarajewie, zm. 4 marca 2008 w Zagrzebiu) – jugosłowiańska, bośniacka i chorwacka aktorka filmowa.

## Życiorys
Pochodziła z rodziny muzułmańskiej z Sarajewa, jej matka Abida była krawcową. Starsza siostra Semki, Badema Sokolović (1929–1969) była śpiewaczką operową.
W dzieciństwie osiągała sukcesy jako szachistka, zdobywając mistrzostwo Chorwacji. Ukończyła studia aktorskie w Zagrzebiu, a następnie występowała w miejscowych teatrach. W 1956 zadebiutowała w filmie. W jej dorobku artystycznym było ponad 50 ról filmowych i 12 ról w serialach filmowych.
Była mężatką (mąż Mario Bertok był znanym chorwackim szachistą). Zmarła na udar mózgu. Pochowana na cmentarzu Mirogoj w Zagrzebiu.

## Filmografia (wybór)
- 1956: U mreżi
- 1961: Carevo novo ruho jako dama
- 1978: Roko i Cicibela jako Cicibela
- 1980: Majstori, majstori jako dyrektorka szkoły
- 1982: Miris dunja jako Esma
- 1983: Odumiranje međeda jako Zorka
- 1985: Crveni i crni jako Betina
- 1985: Antycasanova jako sąsiadka
- 1987: Bunda jako Lukrecija
- 1988: Bolji život jako Senia Luksić
- 1989: Krvopijcy jako Janza
- 1990: Balkanska perestrojka jako towarzyszka Draga
- 1991: Čaruga jako Baba Nincza
- 2004: Dni i godziny jako ciotka Sabira
- 2006: Grbavica jako matka Peldy
- 2008: Miłość i inne zbrodnie jako babcia
- 2008: Naša mala klinika jako Radojka
- 2008: Traktor, ljubezen in Rock'n'Roll jako Strina
- 2008: Zauvijek susjedi jako Luče